# Тахтисдзири
Тахтисдзири (груз. ტახტისძირი) — село в Грузии, на территории Карельского муниципалитета края (мхаре) Шида-Картли.

## География
Село находится в центральной части Грузии, на левом берегу реки Проне Восточная, на расстоянии приблизительно 12 километров (по прямой) к северу от города Карели, административного центра муниципалитета. Абсолютная высота — 732 метра над уровнем моря.

## Население
По результатам официальной переписи населения 2014 года в Тахтисдзири проживало 458 человек (218 мужчин и 240 женщин). В национальной структуре населения грузины составляли 99,8 %, осетины — 0,2 %.
| Год  | Население, человек |
| ---- | ------------------ |
| 2002 | 563                |
| 2014 | ↘ 458              |